# Laurie Faria Stolarz
Laurie Faria Stolarz é uma autora americana de novelas de ficção para jovens-adultos, mais conehcida pela série Azúl É Para Pesadelo. Seu trabalho, com protagonistas adolescentes, tem como base mistério e romance.

## Biografia
Stolarz cresceu em Salem, Massachusetts, a influência de bruxas na cidade pode ser vista nos elementos mágicos e Wicca de seus livros. Ela estudou no Merrimack College e depois no Emerson College, ambos em Massachusetts.

## Carreira
Stolarz fez sucesso em sua primeira novela, Azul É Para Pesadelo, seguido por mais três volumes da mesma série, White is for Magic, Silver is for Secrets, e Red is for Remembrance,atualmente,apenas dois traduzidos para o português. As 4(quatro) novelas da série venderam, juntas, mais de 500.000 cópias. Stolarz também anunciou uma Graphic Novel para a série, intitulada Black is for Beginnings, lançada em 2009.. 
Stolarz publicou Bleed em setembro de 2006 e Project 17, em dezembro de 2007.